# Prionops scopifrons
Prionops scopifrons là một loài chim trong họ Prionopidae.